# 1960
1960. је била преступна година.

## Догађаји

### Јануар
- 1. јануар — Камерун стекао независност.
- 23. јануар — Батискаф Трст је заронио на рекордну дубину од 10.916 m у области Чаленџер дип Маријанског рова.
- 24. јануар — Велика побуна у Алжиру против француске колонијалне власти.

### Фебруар
- 13. фебруар — Француска тестирала своју прву атомску бомбу.

### Март
- 21. март — У јужноафричком граду Шарпвил убијено најмање 79 људи, рањено преко 180, када је полиција отворила ватру на мирне демонстрације црнаца против расистичког режима.

### Април
- 1. април — Сједињене Државе лансирале први сателит за вријеме, ТИРОС-1
- 2. април — Француска потписала споразум с Мадагаскаром и тиме Мадагаскар постаје независна држава, након 64 године француске колонијалне владавине.
- 4. април — Прве три женске свештенице заређене у Шведској.
- 4. април — Француска и Федерација Мали (Сенегал и Судан) потписали споразум којим је Федерација Мали стекла независност.
- 19. април — Први председник Јужне Кореје Сингман Ри повукао се са власти под притиском студентских протеста широм земље због изборних превара.
- 21. април — У Бразилу, главни град државе (Федерални Дистрикт) пребачен је из Рио де Жанеира у Бразилију.

### Мај
- 1. мај — На територији Совјетског Савеза оборен амерички шпијунски авион "U-2".
- 9. мај — САД постале прва земља у којој су легализоване пилуле за спречавање зачећа.
- 10. мај — Нуклеарна подморница Наутилус завршила прво подводно опловљавање Земље.
- 15. мај — Спутњик 4 је лансиран у Земљину орбиту.
- 16. мај — Теодор Мајман демонстрирао први ласер.
- 22. мај — У Чилеу се догодио најснажнији икад забележени земљотрес, магнитуде 9,5 степени Рихтерове скале.
- 23. мај — Агенти израелске тајне службе Мосад ухватили Адолфа Ајхмана који се скривао у Аргентини.
- 27. мај — У Турској је војним ударом оборена влада Аднана Мендереса, а власт је преузео Комитет националног јединства са генералом Кемалом Гирселом на челу.

### Јун
- 20. јун — Краткотрајна Федерација Мали, коју су чинили Суданска Република (данас Мали) и Сенегал, добила је независност од Француске.
- 26. јун — Британска Територија Сомалија добила независност од Британије.
- 30. јун — Белгијски Конго стекао независност од Белгије.

### Јул
- 1. јул — Гана је постала република, с првим председником Квамеом Нкрумаом.

### Август
- 3. август — Нигер прогласио независност од Француске.
- 6. август — Куба је национализовала имовину Сједињених држава и осталу имовину у страном власништву на њеном подручју.
- 7. август — Обала Слоноваче стекла независност.
- 7. август — Као одговор на ембарго Сједињених држава, Кубански премијер Фидел Кастро објавио је одлуку о национализацији свих америчких компанија на Куби.
- 11. август — Чад стекао независност.
- 16. август — Кипар је стекао независност, а архиепископ Макариос III постао је први председник Републике.
- 16. август — Џозеф Китинџер је скочио падобраном из балона са висине од 31,8 km, поставивши рекорде који су оборени тек 2012.
- 19. август — СССР је лансирао Спутњик 5 са псима Белком и Стрелком, 40 мишева и два пацова.

### Септембар
- 5. септембар — Председник Конга (Заира) Жозеф Каса-Вубу сменио је вођу национално-ослободилачког покрета и првог конгоанског премијера Патриса Лумумбу.

### Октобар
- 24. октобар — Прототип совјетске интерконтиненталне балистичке ракете Р-16 је експлодирао на лансирној платформи на космодрому Бајконур, усмртивши најмање 90 особа.

### Новембар
- 8. новембар — На председничким изборима у САД, кандидат Демократске странке, Џон Кенеди, победио је кандидата Републиканске странке и актуелног потпредседника Ричарда Никсона.

### Децембар
- 16. децембар — Два путничка авиона су се сударила у ваздуху због густих облака изнад Статен Ајланда, при чему су погинуле 134 особе.

## Рођења

### Јануар
- 4. јануар — Бранимир Брстина, српски глумац[1]
- 4. јануар — Мајкл Стајп, амерички музичар, најпознатији као фронтмен и певач групе [2]
- 6. јануар — Најџела Лосон, енглеска кулинарка, новинарка и ТВ водитељка[3]
- 8. јануар — Дејв Векл, амерички музичар (џез фјужон бубњар)
- 10. јануар — Маја Сабљић, српска глумица[4]
- 12. јануар — Доминик Вилкинс, амерички кошаркаш[5]
- 18. јануар — Марк Рајланс, енглески глумац, драматург и позоришни редитељ[6]
- 19. јануар — Жарко Лаушевић, српски глумац (прем. 2023)[7]
- 21. јануар — Бајро Жупић, српски фудбалер[8]
- 29. јануар — Џија Каранџи, амерички модел (прем. 1986)
- 31. јануар — Жељко Штурановић, црногорски политичар (прем. 2014)

### Фебруар
- 2. фебруар — Оливера Јежина, српска глумица[9]
- 3. фебруар — Јоаким Лев, немачки фудбалер и фудбалски тренер[10]
- 4. фебруар — Џенет Голдстин, америчка глумица[11]
- 7. фебруар — Душко Кулиш, босанскохерцеговачки певач
- 7. фебруар — Џејмс Спејдер, амерички глумац[12]
- 19. фебруар — Момчило Бајагић Бајага, српски музичар
- 21. фебруар — Зоран Марић, српски фудбалер и фудбалски тренер[13]
- 27. фебруар — Андрес Гомез, еквадорски тенисер
- 29. фебруар — Зинаида Дедакин, српска глумица[14]
- 29. фебруар — Ричард Рамирез, амерички серијски убица и силоватељ. (прем. 2013)
- 29. фебруар — Халед, алжирски музичар

### Март
- 7. март — Иван Лендл, чешко-амерички тенисер
- 9. март — Желимир Обрадовић, српски кошаркаш и кошаркашки тренер[15]
- 12. март — Џејсон Беге, амерички глумац[16]
- 21. март — Аиртон Сена, бразилски аутомобилиста, возач Формуле 1 (прем. 1994)
- 22. март — Бојан Печар, српски музичар, најпознатији као басиста групе Екатарина Велика (прем. 1998)
- 24. март — Нена, немачка музичарка и глумица[17]
- 26. март — Џенифер Греј, америчка глумица[18]
- 29. март — Ју Несбе, норвешки писац и музичар
- 30. март — Бил Џонсон, амерички скијаш

### Април
- 4. април — Хјуго Вивинг, енглески глумац[19]
- 11. април — Марко Елснер, словеначки фудбалер (прем. 2020)[20]
- 13. април — Руди Фелер, немачки фудбалер и фудбалски тренер[21]
- 16. април — Рафаел Бенитез, шпански фудбалер и фудбалски тренер
- 16. април — Педро Делгадо, шпански бициклиста
- 16. април — Пјер Литбарски, немачки фудбалер и фудбалски тренер[22]
- 18. април — Звјездан Цветковић, хрватско-српски фудбалер и фудбалски тренер (прем. 2017)[23]
- 19. април — Николета Браски, италијанска глумица и продуценткиња[24]
- 20. април — Јелица Комненовић, српска кошаркашица[25]
- 23. април — Крејг Шефер, амерички глумац[26]
- 28. април — Валтер Зенга, италијански фудбалски голман и фудбалски тренер

### Мај
- 3. мај — Ејми Стил, америчка глумица[27]
- 7. мај — Сабахудин Билаловић, босанскохерцеговачки кошаркаш (прем. 2003)
- 8. мај — Франко Барези, италијански фудбалер и фудбалски тренер[28]
- 10. мај — Боно Вокс, ирски музичар, најпознатији као фронтмен и певач групе [29]
- 15. мај — Римас Куртинајтис, литвански кошаркаш и кошаркашки тренер[30]
- 18. мај — Јаник Ноа, француски тенисер[31]
- 20. мај — Тони Голдвин, амерички глумац, певач, продуцент и редитељ[32]
- 21. мај — Џефри Дамер, амерички серијски убица (прем. 1994)
- 24. мај — Кристин Скот Томас, енглеска глумица[33]
- 27. мај — Емир Мутапчић, босанскохерцеговачки кошаркаш и кошаркашки тренер[34]

### Јун
- 3. јун — Јасенко Хоура, хрватски музичар, најпознатији као оснивач, певач и гитариста групе Прљаво казалиште[35]
- 4. јун — Милош Ђелмаш, српски фудбалер[36]
- 6. јун — Стив Вај, амерички музичар (најпознатији као гитариста) и музички продуцент[37]
- 7. јун — Светлана Китић, српска рукометашица[38]
- 7. јун — Марина Немет, хрватска глумица (прем. 2010)[39]
- 7. јун — Динко Туцаковић, босанскохерцеговачко-српски редитељ, сценариста, критичар и историчар филма (прем. 2013)[40]
- 17. јун — Марина Рајевић Савић, српска новинарка и ТВ водитељка[41]
- 17. јун — Томас Хејден Черч, амерички глумац, редитељ, продуцент и сценариста[42]
- 25. јун — Зорица Конџа, хрватска певачица
- 25. јун — Светлана Китова, совјетска атлетичарка[43]
- 27. јун — Аксел Руди Пел, немачки музичар (хеви метал гитариста)[44]
- 27. јун — Крејг Хоџиз, амерички кошаркаш и кошаркашки тренер[45]

### Јул
- 3. јул — Винс Кларк, енглески музичар[46]
- 5. јул — Пруит Тејлор Винс, амерички глумац[47]
- 14. јул — Џејн Линч, америчка глумица, списатељица, певачица и комичарка[48]
- 19. јул — Миленко Савовић, српски кошаркаш (прем. 2021)[49]
- 21. јул — Љубомир Радановић, југословенски фудбалер[50]
- 23. јул — Фадиљ Вокри, југословенски фудбалер (прем. 2018)[51]
- 28. јул — Љубивоје Тадић, српски глумац, редитељ и драматург[52]
- 30. јул — Ричард Линклејтер, амерички редитељ, сценариста и продуцент[53]

### Август
- 1. август — Слободан Клипа, српски кошаркаш и кошаркашки тренер
- 7. август — Дејвид Дуковни, амерички глумац, сценариста, продуцент, редитељ, писац и музичар[54]
- 10. август — Антонио Бандерас, шпански глумац, продуцент, редитељ и певач[55]
- 11. август — Томислав Ивковић, хрватски фудбалер и фудбалски тренер[56]
- 12. август — Лоран Фињон, француски бициклиста (прем. 2010)
- 17. август — Шон Пен, амерички глумац, редитељ, сценариста и продуцент[57]
- 28. август — Ема Самс, енглеска глумица и ТВ водитељка[58]

### Септембар
- 4. септембар — Дејмон Вејанс, амерички стендап комичар, глумац, сценариста и продуцент[59]
- 9. септембар — Хју Грант, енглески глумац и продуцент[60]
- 10. септембар — Колин Ферт, енглески глумац[61]
- 12. септембар — Петар Лесов, бугарски боксер[62]
- 14. септембар — Мелиса Лио, америчка глумица[63]
- 14. септембар — Калум Кит Рени, енглеско-канадски глумац[64]
- 19. септембар — Карлос Мозер, бразилски фудбалер[65]
- 17. септембар — Дејмон Хил, британски аутомобилиста, возач Формуле 1[66]
- 25. септембар — Петар Лазић, српски књижевник, новинар, публициста и универзитетски професор (прем. 2017)

### Октобар
- 2. октобар — Теренс Винтер, амерички сценариста и продуцент[67]
- 5. октобар — Карека, бразилски фудбалер[68]
- 15. октобар — Славко Штимац, српски глумац[69]
- 17. октобар — Младен Војичић Тифа, босанскохерцеговачки музичар, најпознатији као певач групе Бијело дугме
- 18. октобар — Жан Клод ван Дам, белгијски глумац[70]
- 19. октобар — Џенифер Холидеј, америчка музичарка и глумица[71]
- 20. октобар — Лепа Брена, српска певачица и естрадна менаџерка[72]
- 29. октобар — Агим Чеку, албански ратни вођа и политичар
- 30. октобар — Дијего Армандо Марадона, аргентински фудбалер и фудбалски тренер (прем. 2020)[73]

### Новембар
- 4. новембар — Кети Грифин, америчка глумица и комичарка[74]
- 5. новембар — Снежана Богдановић, српска глумица[75]
- 5. новембар — Тилда Свинтон, енглеска глумица[76]
- 8. новембар — Драган Канатларовски, македонски фудбалер и фудбалски тренер[77]
- 9. новембар — Андреас Бреме, немачки фудбалер и фудбалски тренер (прем. 2024)
- 11. новембар — Стенли Тучи, амерички глумац, сценариста, редитељ и продуцент[78]
- 16. новембар — Стеван Караџић, српски кошаркаш и кошаркашки тренер[79]
- 17. новембар — Рупол, амерички глумац, дрег квин и музичар[80]
- 17. новембар — Тихомир Станић, српски глумац[81]
- 18. новембар — Ким Вајлд, енглеска музичарка[82]
- 18. новембар  — Елизабет Перкинс, америчка глумица[83]
- 19. новембар — Милан Делчић Делча, српски музичар, драматург и ТВ водитељ (прем. 2011)
- 27. новембар — Јулија Тимошенко, украјинска политичарка, премијерка Украјине (2005, 2007—2010)
- 30. новембар — Гари Линекер, енглески фудбалер[84]

### Децембар
- 3. децембар — Џулијен Мур, америчка глумица[85]
- 3. децембар — Дарил Хана, америчка глумица[86]
- 10. децембар — Кенет Брана, ирски глумац, редитељ, продуцент и сценариста[87]
- 12. децембар — Недељко Милосављевић, српски фудбалер
- 14. децембар — Крис Водл, енглески фудбалер и фудбалски тренер[88]
- 20. децембар — Ким Ки Дук, јужнокорејски редитељ, продуцент и сценариста (прем. 2020)[89]
- 22. децембар — Зоран Живковић, српски политичар, 7. премијер Србије (2003—2004)
- 26. децембар — Темуера Морисон, новозеландски глумац[90]
- 31. децембар — Стив Брус, енглески фудбалер и фудбалски тренер[91]

## Смрти

### Јануар
- 2. јануар — Фаусто Копи, италијански бициклиста. (*1919)
- 4. јануар — Албер Ками, француски књижевник. (* 1913)[92]

### Фебруар
- 10. фебруар — Алојзије Степинац, хрватски надбискуп. (* 1898).

### Април
- 24. април — Макс фон Лауе, немачки физичар

### Мај
- 30. мај — Борис Пастернак, руски књижевник[93]

### Јун
- 25. јун — Ото Ендер, аустријски политичар. (* 1875).[94]

### Јул
- 16. јул — Алберт Кеселринг, немачки фелдмаршал[95]

### Август
- 6. новембар — Ерих Редер, немачки велики адмирал[96]

## Нобелове награде
- Физика — Доналд Артур Глејзер
- Хемија — Вилард Френк Либи
- Медицина — Сер Френк Макфарлан Бернет и Питер Брајан Медавар
- Књижевност — Сен Џон Перс
- Мир — Алберт Лутули (ЈАР)
- Економија — Награда у овој области почела је да се додељује 1969. године